# Digão
Rodrigo Izecson dos Santos Leite, mer känd som Digão, född 14 oktober 1985 i Brasilia, är en brasiliansk före detta fotbollsspelare. Han spelade under sin karriär bland annat för den amerikanska fotbollsklubben New York Red Bulls och italienska AC Milan. Digão har en äldre bror som heter Ricardo Izecson dos Santos Leite, mer känd som Kaká.